# ロイヤルゴージ路線鉄道

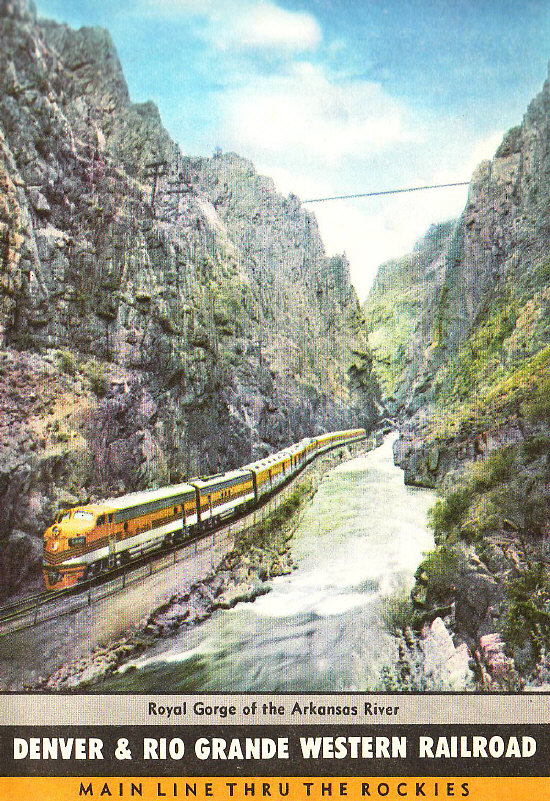
D&RGW列車No.1

ロイヤルゴージ路線鉄道（ロイヤルゴージろせんてつどう）は、アメリカ合衆国コロラド州キャニオンシティを拠点とする歴史的な鉄道である。1950年代の列車がサンタフェ駅を出発し、かつてのデンバー＆リオグランデ・ウェスタン鉄道（D&RG）の有名な区間を通り、ロイヤルゴージを通って、毎日2時間の遊覧運行をしている。

## 歴史

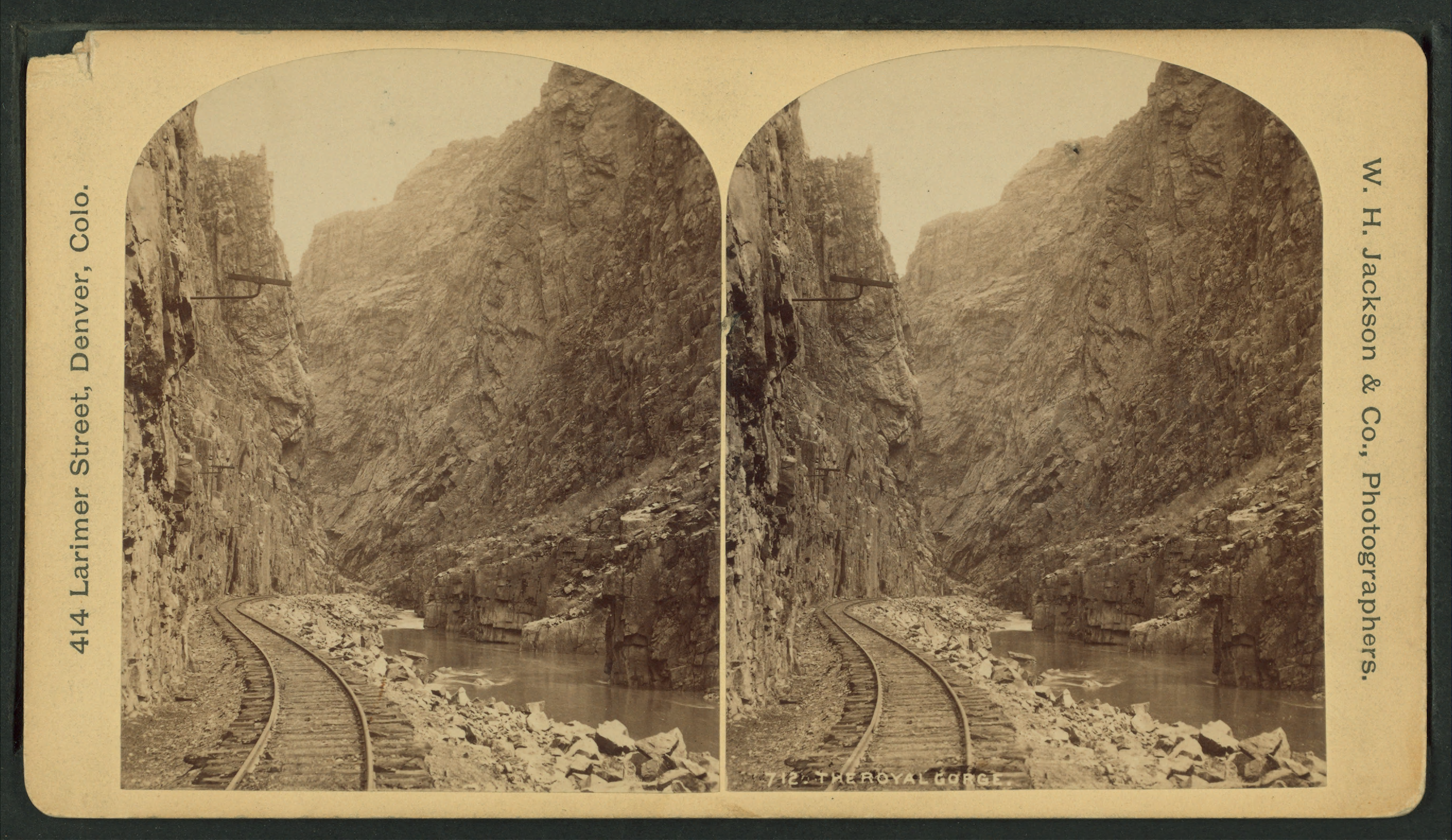
ロイヤルゴージ（W・H・ジャクソン社 2）

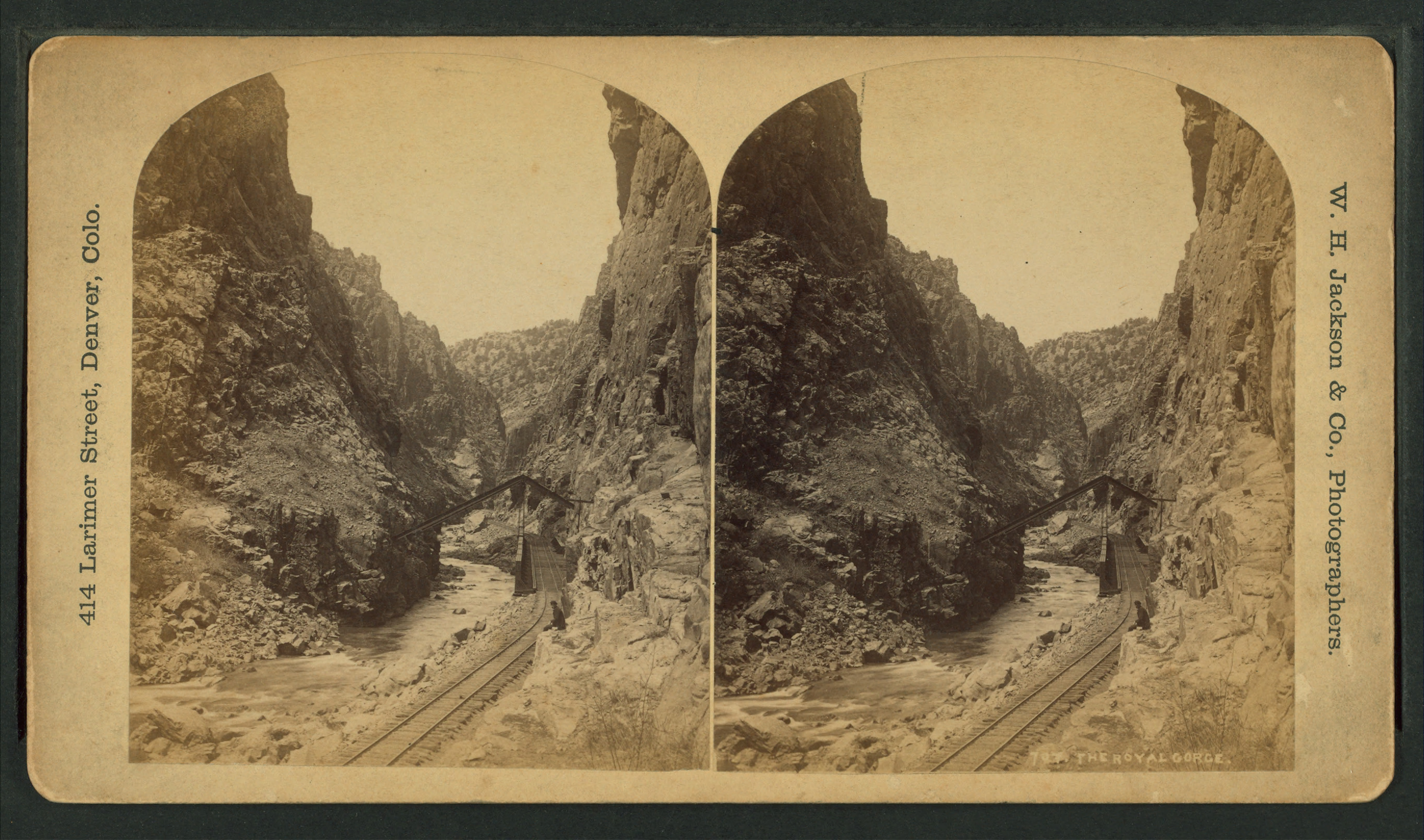
ロイヤルゴージ（ロバート・N・デニス立体視コレクション２より）

1870年代後半、コロラド州のアーカンソー川上流域に、鉛や銀を多く含む炭酸塩鉱石を求める鉱夫たちがやってきた。後にレッドビル地区となる地域の熱狂的な採掘活動は、リオ・グランデ鉄道とサンタ・フェ鉄道の注目を集めた。両鉄道はすでにアーカンソー峡谷の下部に、サンタ・フェ鉄道はプエブロへ、D&RG鉄道は約35マイル（56km）西のキャニオンシティ付近へ、それぞれ線路を敷いていた。このどちらかの路線をレッドビルまで延長するには、「アーカンソーのグランドキャニオン」と呼ばれる全長80kmの峡谷に、100マイル（160km）以上に及ぶ線路を敷き、鉄道に適した1％の水勾配を一定に保つ必要があった。
2つの鉄道が川の谷間を占拠することは、原理的には問題ないが、キャノンシティの西にあるアーカンソー川が、火成岩の高台にある深さ300m、長さ9.7kmの壮大な峡谷ロイヤルゴージを貫いており、最も狭いところでは、両側の切り立った壁が川に落ち込んでいて、ほとんど通行不可能な障害物となっている。そのため、この路線では、2つの鉄道が谷を共有することは不可能であった。
1878年4月19日、サンタフェ鉄道の代理会社であるキャノンシティ＆サンワン鉄道の工事担当者が急遽、地元の同情的な市民を集め、キャノンシティの西、峡谷の河口に鉄道線の敷設を始めた。キャニオンシティのダウンタウンから0.75マイル（1.21km）のところで線路が終わるリオ・グランデ鉄道は、同じ場所に作業員を送り込んだが、狭い峡谷でサンタフェ鉄道のグレーダーに行方を阻まれた。数時間の差で第一ラウンドを逃し、その後2年間にわたる両鉄道の争いは、「ロイヤルゴージ戦争」と呼ばれることになる。各社とも峡谷の使用権を主張していたのだが、コロラド州の裁判所から建設禁止の仮処分命令が出され、その後、連邦裁判所に移っていった。

### ロイヤルゴージ戦争
1878年8月23日、コロラド州連邦巡回裁判所は、サンタフェ社とその代理人であるキャニオンシティ＆サンワン社を支持し、ロイヤルゴージを含む50マイル（80km）の峡谷の最初の20マイル（32km）を通る鉄道建設を認める判決を下したが、リオ・グランデ社には、サンタ・フェ社の利益を妨げないように線路を敷設する権利、峡谷が狭くて独自の線路を建設できない場合にはサンタ・フェ社の線路を使用する権利を与えた。
リオ・グランデ社は、この判決を不服として連邦最高裁判所に控訴し、峡谷の上部30マイル（48km）の路線を完成させるための工事を速やかに開始した。サンタ・フェ社はこの動きに対抗して、傘下のプエブロ・アンド・アーカンソー・バレー鉄道用に峡谷上部に線路を敷設しようとした。サンタ・フェ社は大企業の力を借りて、既存の狭軌のD&RG線と並行して、標準軌の線路を建設し、競争させると発表した。この脅威による財政破綻を恐れたD&RGの債券保有者は、リオ・グランデ社の経営陣に既存の鉄道をサンタ・フェ社にリースするよう圧力をかけた。
D&RG社の線路、設備、建物、従業員のすべてをAT&SF社に30年間リースするという案で合意に達し、争いに終止符が打たれた。こうしてサンタ・フェ鉄道は、大陸横断のライバルであるユニオン・パシフィック鉄道、カンザス・パシフィック鉄道と競争しながら、デンバーへ乗り入れるアクセスを手に入れた。このリースは1878年12月13日に発効したが、サンタ・フェ鉄道はすぐにデンバー以南の運賃を引き上げ、東側の路線よりもコロラド南部への輸送を優遇し、リースのD&RG社線を利用するデンバー商人に不利益を与えた。1879年3月、リオ・グランデ社は、サンタ・フェ社がそのすべての条項に違反していると主張し、リース契約の破棄を求めた。
この間、サンタ・フェ社は峡谷を通る鉄道の建設そのものを終了しようと動いていたが、リオ・グランデ社は峡谷の西側の地域で工事を続けていた。両社のグレーディング作業員は、上から石を落とされたり、工具を川に投げ込まれたり、妨害行為に遭っていた。最高裁判所が有利な判決を下すことを期待して、双方は再び武装集団を編成し、峡谷の戦略的ポイントを押さえるようになった。リオ・グランデ社の作業員たちは17の石造りの「砦」（コロラド州テキサス・クリーク近くのスパイク・バックの「デレマー砦」など）を築いて侵入を防ぎ、サンタ・フェ社の作業員を峡谷に閉じ込めた。
リオ・グランデ社の経営陣は、リースしている鉄道の収益が数カ月で縮小したため、リースを解消するために裁判に踏み切った。弁護士が法廷で弁論している間、サンタ・フェ社に雇われた武装した男たちは、当時カンザス州フォード郡の保安官だったバット・マスターソン（表向きは自分たちの利益を守るための「ポッセ」を集めるために雇われた）に率いられて、デンバーからキャニオンシティまでのリオ・グランデ駅を制圧した。マスターソンはドク・ホリデイの協力を得て、悪名高いガンマン "ダーティ"・デイブ・ルダボー、ジョシュ・ウェッブ、ベン・トンプソン、"ミステリアス"・デイブ・マザーら33人の新兵を集結させた。1879年4月21日、最高裁判所は、D&RG社が1872年に議会法によって全長50マイルを使用する先行権を与えられていたことを下級裁判所が認めなかったのは誤りであるとして、D&RG社に峡谷に建設する第一次権利を認めた。マスターソンの一団はカンザスに戻ったが、租借権の有効性は未解決のままであった。
1879年6月初旬、この問題がリオ・グランデ社側に有利に解決されそうになると、マスターソンと60人の部下は特別列車で急いで戻り、プエブロにある防御力の高いサンタ・フェ社のラウンドハウスで要所を固めた。1879年6月10日、地元の裁判所からサンタ・フェ社にリオ・グランデ社の線路を使用することを禁じる命令が出されたことで、翌日にはリオ・グランデ社の作業員が武装して、鉄道を奪還する事態となった。元工事主任で、当時の財務担当のロバート・F・ワイトブレックとチーフエンジニアのジョン・A・マクマートリーが、100人の部下を連れてプエブロにやってきた。彼らは、プエブロ郡保安官ヘンリー・R・プライスと町の執行官パット・デスモンドと、令状を送達してマスターソンの部下をラウンドハウスから追い出す最善の策を話し合った。ワイトブレックは、州の武器庫から大砲を「借りよう」と提案したが、すでにマスターソンが大砲を持ち出し、通りのラウンドハウスから射撃訓練をしていると噂された。マクマートリーとデスモンドは、リオ・グランデ社の50人をビクトリア・ホテル前に集め、ライフルと弾薬を配った後に、鉄道のプラットホームまで行進し、電信局のドアを壊し、発砲があると、マスターソンの部下は裏の窓から逃げ出し、雇い主との連絡を絶った。借り受けた大砲を目前に、マスターソンの部下たちはラウンドハウスを明け渡した。
党派的な二次資料には、敵対する会社の男に殺されたという記述があるが、実際に誰かが殺されたという確実な証拠はない。連邦裁判所は、D&RG社が違法に押収した財産の返還を迫り、管財人への就任を命じた。しかし1879年の秋、カンザス・パシフィック鉄道の強盗男爵ジェイ・グールドがD&RG社に40万ドルを融資し、50%の株式を購入し、サンタ・フェ社に対抗してセントルイスからプエブロまでの鉄道を完成させると発表した。

## ロイヤルゴージ戦争後

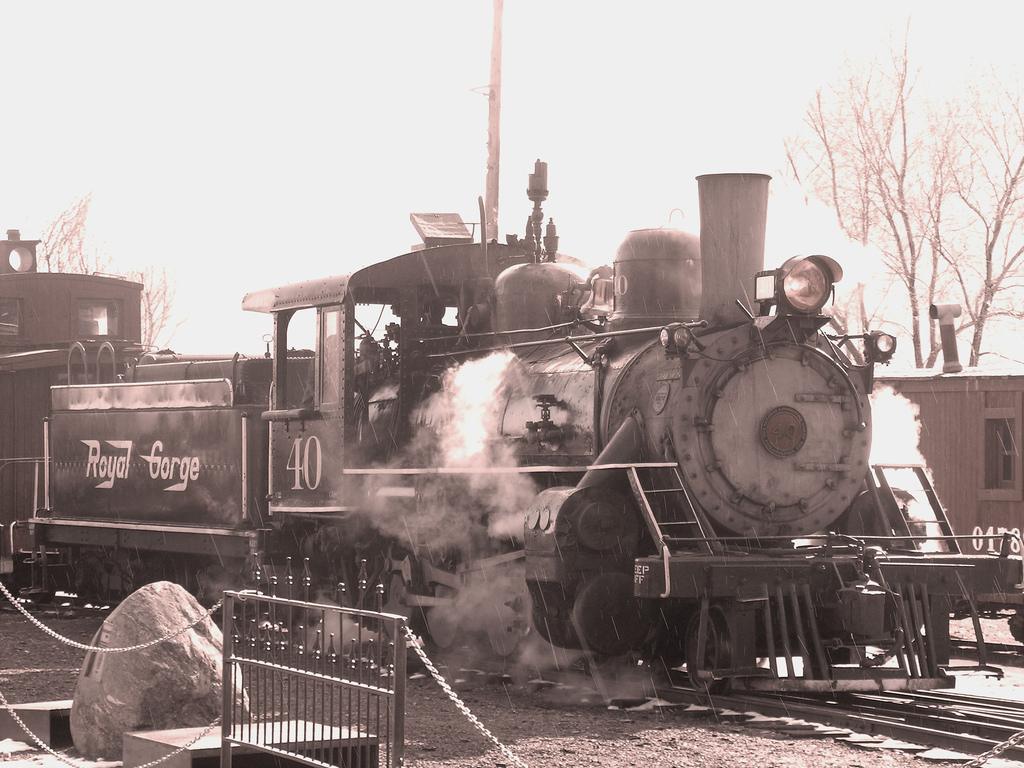
ロイヤルゴージ40号

ロイヤルゴージ路線鉄道の光景

結局、両社は示談で解決した。1880年3月27日、2つの鉄道会社は「ボストン条約」（ボストンはサンタ・フェ社の本拠地）に調印し、すべての訴訟を終結させ、D&RG社に鉄道を返還させた。D&RG社はサンタ・フェ社に対し、峡谷に建設した鉄道、完了している整地、手持ちの資材、利子に対して180万ドル（実費を上回る40万ドルの「ボーナス」含む）を支払った。グールドの競争路線とラトンパスを通ってニューメキシコに南下する路線計画は、リオ・グランデ社によって中止された。D&RG社の建設は再開され、1880年7月20日、路線がレッドビルに到達した。
旅客列車の運行は1880年に始まり、1967年まで続けられた。リオ・グランデ鉄道は1989年にサザン・パシフィック鉄道と合併するまで、テネシー峠分譲地の一部として峡谷を通る貨物サービスを続け、サザン・パシフィック鉄道が峡谷線を管理することになった。その後の1996年、その合併した会社はユニオン・パシフィック鉄道の体系に統合された。ユニオン・パシフィック鉄道がサザン・パシフィック鉄道とリオ・グランデ鉄道を買収した翌年、同鉄道は峡谷区間を含むテネシー峠線を閉鎖した。
1997年、ユニオン・パシフィック社は、この風光明媚な路線を保護するため、ロイヤルゴージを通る12マイル（19km）の線路を売却するよう説得された。キャニオンシティ＆ロイヤルゴージ鉄道（CC&RG）とロック＆レール社（R&R）の2社が新たに加わり、ロイヤルゴージ・エクスプレス社（RGX）を設立し、同線を購入することになった。1999年5月に開通したロイヤルゴージ・ルート鉄道の旅客サービスは、ロック＆レール社が管理している。テネシー峠のプエブロ（コロラド州）からキャニオンシティ（コロラド州）までの列車の動きは、ネブラスカ州オマハのユニオンパシフィック・ハリマン配車センターで管理されている。

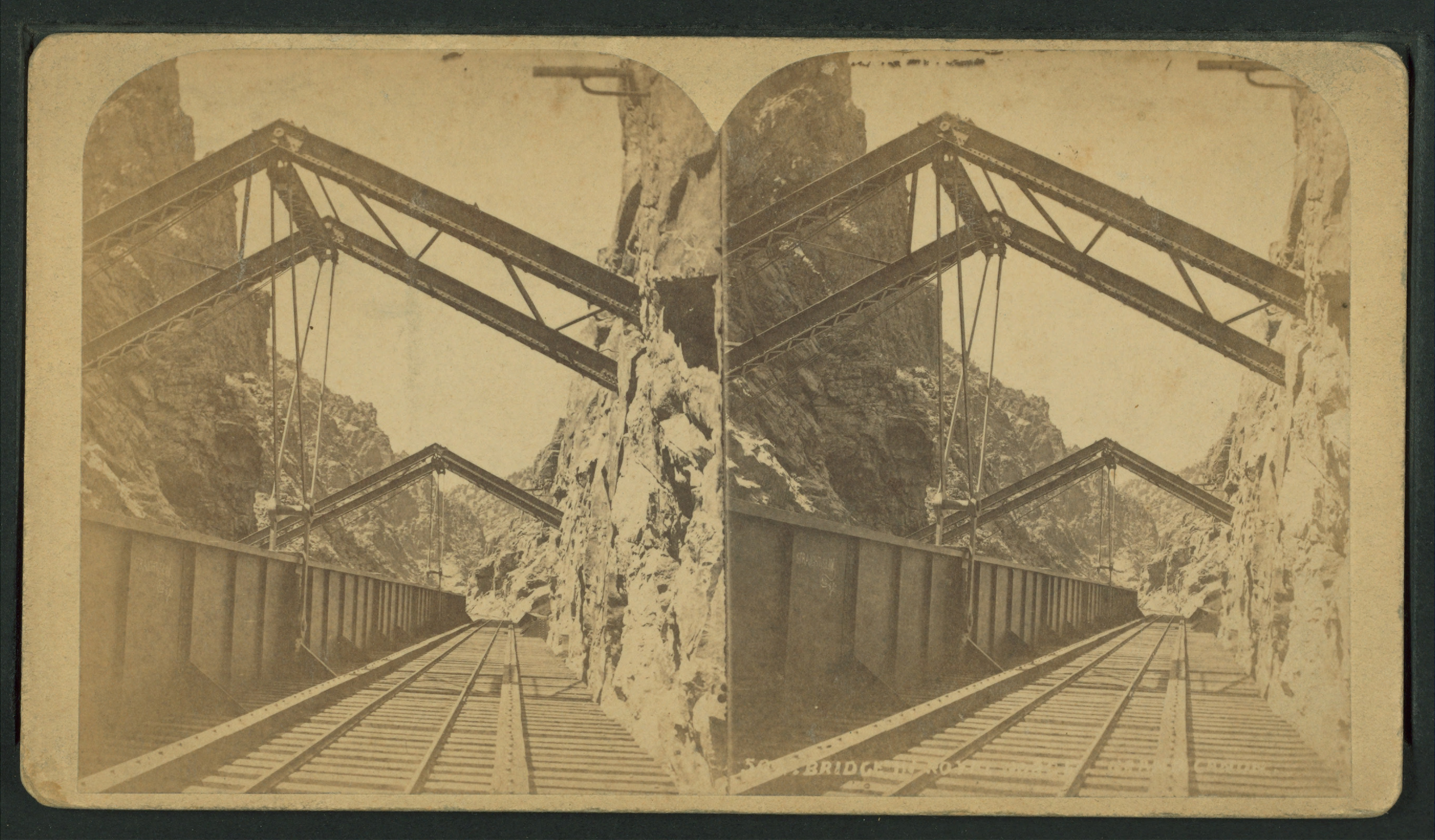
コロラド州の吊り橋（19世紀末）

吊り橋（2009年）

峡谷ルートのハイライトは、峡谷が30フィート（9.1m）に狭まり、切り立った岩壁が川に落ち込む北側にあり、1879年に建設されたの吊橋である。カンザス州のエンジニア、C・シャロー・スミスが設計し、サンタ・フェ社の建設エンジニア、A・A・ロビンソンが11,759ドルで建設したこの橋は、片側が175フィート（53m）のプレートガーダーで、川にかかるAフレームガーダーと岩壁に固定されて吊り下げられている。長い年月をかけて強化された橋は、現在も現役で活躍している。

### 現在のロイヤルゴージ・ルート鉄道
ロイヤルゴージ・ルート鉄道は、コロラド州キャニオンシティから西の終点パークデールまで、ロイヤルゴージを通る列車を通年運行している。この列車は、ロイヤルゴージ・ブリッジの下まで乗客を運ぶ、目的地アトラクションとなっている。デイビッド・ロマノが総支配人を務める。

## 参照
- List of Colorado historic railroads
- List of heritage railroads in the United States